# نيلسون بونس سانشيز
نيلسون بونس سانشيز رسام ومصمم جرافيك كوبي، وُلد عام 1976 في هافانا، كوبا. يُعتبر من أبرز الفنانين الكوبيين في مجاله. عُرف بعمله في تصميم الجرافيك والرسوم التوضيحية. كما أنه ارتبط بإبداعات في مجالات فنية مختلفة داخل كوبا وخارجها.